# Copa del Sol de 2013
O Copa del Sol de 2013 foi sediada nas cidades de La Manga e Pinatar, Espanha, entre 23 de janeiro e 2 de fevereiro de 2013. A competição foi disputada no Estádio La Manga e no recém-construído Pinatar Arena Football Center. Como na edição anterior, 12 equipes foram divididas em dois grupos, o Grupo Vermelho e o Grupo Azul.

## Fase de grupos

### Grupo Vermelho
| Pos | Equipe             | Pts | J | V | Vp | Dp | D | GP | GC | SG |
| --- | ------------------ | --- | - | - | -- | -- | - | -- | -- | -- |
| 1º  | Shakhtar Donetsk   | 9   | 3 | 3 | 0  | 0  | 0 | 5  | 1  | +4 |
| 2º  | Olimpija Ljubljana | 6   | 3 | 1 | 1  | 1  | 0 | 3  | 1  | +2 |
| 3º  | Göteborg           | 4   | 3 | 1 | 0  | 1  | 1 | 4  | 2  | +2 |
| 4º  | CSKA Moscou        | 3   | 3 | 1 | 0  | 0  | 2 | 3  | 4  | −1 |
| 5º  | Strømsgodset       | 3   | 3 | 1 | 0  | 0  | 2 | 3  | 7  | −4 |
| 6º  | Rosenborg          | 2   | 3 | 0 | 1  | 0  | 2 | 0  | 3  | −3 |

### Grupo Azul
| Pos | Equipe        | Pts | J | V | Vp | Dp | D | GP | GC | SG |
| --- | ------------- | --- | - | - | -- | -- | - | -- | -- | -- |
| 1º  | Widzew Łódź   | 8   | 3 | 2 | 1  | 0  | 0 | 6  | 3  | +3 |
| 2º  | Shanghai SIPG | 6   | 3 | 2 | 0  | 0  | 1 | 7  | 5  | +2 |
| 3º  | Vaslui        | 5   | 3 | 1 | 1  | 0  | 1 | 3  | 6  | −3 |
| 4º  | København     | 4   | 3 | 1 | 0  | 1  | 1 | 6  | 4  | +2 |
| 5º  | Molde         | 3   | 3 | 1 | 0  | 0  | 2 | 4  | 6  | −2 |
| 6º  | Tromsø        | 1   | 3 | 0 | 0  | 1  | 2 | 4  | 6  | −2 |

## Final
| 2 de fevereiro | Shakhtar Donetsk                      | 2 – 1 | Widzew Łódź                | Estádio La Manga, La Manga         |
| 16:00 CET      | Mkhitaryan 18' · Eduardo da Silva 82' |       | 90+3' Bartłomiej Pawłowski | Árbitro: Mattias Gestranius (FIFA) |

## Premiação
| Copa del Sol de 2013                 |
| Ucrânia                              |
| ------------------------------------ |
| Shakhtar Donetsk Campeão (2º título) |

## Artilheiros
3 gols (1)
| - Wu Lei (Shanghai SIPG) |

2 gols (5)
| - Igor Vetokele (København) - Henrikh Mkhitaryan (Shakhtar Donetsk) | - Chris Dickson (Shanghai SIPG) - Zdeněk Ondrášek (Tromsø) | - Mariusz Stępiński (Widzew Łódź) |

1 gol (38)
| - Pavel Mamayev (CSKA Moscow) - Sekou Oliseh (CSKA Moscow) - Zoran Tošić (CSKA Moscow) - Philip Haglund (Göteborg) - Tobias Hysén (Göteborg) - David Moberg Karlsson (Göteborg) - Robin Söder (Göteborg) - Mads Aaquist (København) - Thomas Delaney (København) - Rúrik Gíslason (København) - César Santin (København) - Daniel Chima (Molde) - Magne Hoseth (Molde) | - Etzaz Hussain (Molde) - Magne Simonsen (Molde) - Nikola Nikezić (Olimpija) - Damjan Trifković (Olimpija) - Filip Valenčič (Olimpija) - Luiz Adriano (Shakhtar Donetsk) - Douglas Costa (Shakhtar Donetsk) - Eduardo (Shakhtar Donetsk) - Yaroslav Rakitskiy (Shakhtar Donetsk) - Taison (Shakhtar Donetsk) - Lü Wenjun (Shanghai SIPG) - Zhu Zhengrong (Shanghai SIPG) - Adama Diomande (Strømsgodset) | - Muhamed Keita (Strømsgodset) - Gustav Wikheim (Strømsgodset) - Remi Johansen (Tromsø) - Aleksandar Prijović (Tromsø) - Liviu Antal (Vaslui) - Raul Costin (Vaslui) - Nicolae Stanciu (Vaslui) - Sebastian Dudek (Widzew Łódź) - Marcin Kaczmarek (Widzew Łódź) - Krystian Nowak (Widzew Łódź) - Bartłomiej Pawłowski (Widzew Łódź) - Mariusz Rybicki (Widzew Łódź) |